# Tomislav Barbarić
Tomislav Barbarić (Zagreb, 29 maart 1989) is een Kroatisch voetballer die bij voorkeur als centrale verdediger speelt. Hij tekende in 2016 KV Kortrijk.

## Clubcarrière
Barbarić werd geboren in de Kroatische hoofdstad Zagreb en sloot zich aan in de jeugdopleiding van Dinamo Zagreb. In totaal speelde hij 43 competitieduels in de hoofdmacht en werd hij door de club ook verhuurd aan Lokomotiva en NK Istra 1961. In 2014 trok de centrumverdediger naar het Oostenrijkse Sturm Graz. In februari 2015 tekende hij bij RNK Split, dat hij enkele maanden later inruilde voor het Bosnische FK Sarajevo. In maart 2016 legde KV Kortrijk de Kroatische verdediger vast, die de club per juli 2016 vervoegt en een contract voor drie seizoenen tekende.

## Interlandcarrière
Barbarić kwam uit voor diverse Kroatische nationale jeugdelftallen. Hij speelde zes interlands voor Kroatië –21.